# Taeniothrips eucharii
Taeniothrips eucharii är en insektsart som först beskrevs av Whetzel 1923.  Taeniothrips eucharii ingår i släktet Taeniothrips och familjen smaltripsar. Inga underarter finns listade i Catalogue of Life.